# Benz 24/40 PS
La Benz 24/40 PS era un'autovettura di lusso prodotta dal 1907 al 1910 dalla Casa automobilistica tedesca Benz & Cie.

## Storia e caratteristiche
La 24/40 PS fu introdotta in sostituzione del precedente modello 35/40 PS, rispetto al quale montava un propulsore di cilindrata leggermente più alta. Si trattava di una vettura di lusso prodotta in varie configurazioni di carrozzeria. Montava un motore derivato da quello montato sulla sua progenitrice. In pratica tale motore era una versione a corsa allungata del precedente. Mentre l'alesaggio rimaneva immutato a 120 mm, la corsa fu portata da 130 a 135 mm, innalzando la cilindrata a 6105 cm³ in luogo dei precedenti 5880 cm³ del modello 35/40 PS. Invariata anche la struttura quadricilindrica biblocco e l'alimentazione a carburatore. La distribuzione era a valvole laterali con schema a T (aspirazione su un lato e scarico sull'altro) ed una asse a camme laterale per lato. L'accensione era a magnete e batteria, con due candele per cilindri. La potenza massima era di 40 CV a 1400 giri/min, sufficiente per spingere la vettura ad una potenza massima di 80 km/h.

Telaisticamente, la struttura della 24/40 PS era costituita da una lamiera d'acciaio stampata, sulla quale trovavano posto gli attacchi per le sospensioni ad assale rigido con molle a balestra. L'impianto frenante si avvaleva di ceppi sulla trasmissione per il freno a pedale e di freno a ganasce d'espansione per il freno a mano.

La trasmissione poteva essere ad albero cardanico oppure a catena: in ogni caso il cambio era a 4 marce, con frizione a cono con guarnizioni in cuoio.

La produzione della 24/40 PS terminò nel 1910: già l'anno prima era stato introdotto il modello che l'avrebbe sostituita, la Benz 25/45 PS.